# Вороновиця (станція)
Вороновиця —  проміжна залізнична станція Жмеринської дирекції Південно-Західної залізниці на неелектрифікованій лінії Вінниця — Зятківці між станціями Вінниця (22 км) та Фердинандівка (13 км). Розташована у смт Вороновиця Вінницького району Вінницької області.
Найближчі населені пункти:
- смт Вороновиця — 0,5 км;
- с. Степанівка — 2 км;
- с. Кордишівка — 3 км.

## Історія
Станція відкрита 1900 року, під час будівництва залізниці, на той час вузькоколійної. Розташовувалась тоді в центрі селища Вороновиця. При перешиванні з вузькоколійної залізниці на широку колію збудована нова — сучасна станція за межами селища. Нині станція обслуговує вантажні та приміські пасажирські перевезення.
На станції зберігся унікальний залізничний стрілковий вказівник.

## Пасажирське сполучення
13 грудня 2015 року було відновлено рух приміських поїздів.
З 5 жовтня 2021 року призначений приміський дизель-поїзд Вінниця — Гайворон (і зворотно) у щоденному курсуванні. В складі поїзда по днях тижня курсують вагони безпересадкового сполучення Гайворон — Київ (купейний та плацкартний).